# Keller Jenő
Keller Jenő (Budapest, 1917. március 24. – Budapest, 1945. január ?) botanikus.

## Életpályája
Tanulmányait a budapesti tudományegyetem bölcsészkarán végezte. Azután az Magyar Nemzeti Múzeum Természettudományi Múzeumához került, ahol a Növénytár segédőre lett, 1940-ben doktorált. 

## Munkássága
Növényrendszertani munkát végzett, különösen a Veronica-féléket kutatta. Értékesnek induló munkásságát a háborús események következtében történt korai halála megszakította. 

## Munkái
- A Veronica L. nemzetség Chamaedrys sectiójának magyarországi fajai (Botanikai Közlemények 1940)
- A Veronica L. nemzetség Beccabunga sectiójának magyarországi fajai (Botanikai Közlemények 1942)
- Crantz eredeti növényei (Annal. Hist. – Nat. Mus. Nation. Hung. 1943)